# 38M Toldi
El 38M Toldi era un tanque ligero húngaro, usado por el ejército de su país durante la Segunda Guerra Mundial. Su diseño estaba basado en el tanque sueco Stridsvagn L-60. Su nombre fue asignado en homenaje al caballero húngaro del siglo XIV, Nicolás Toldi.

## Desarrollo y producción

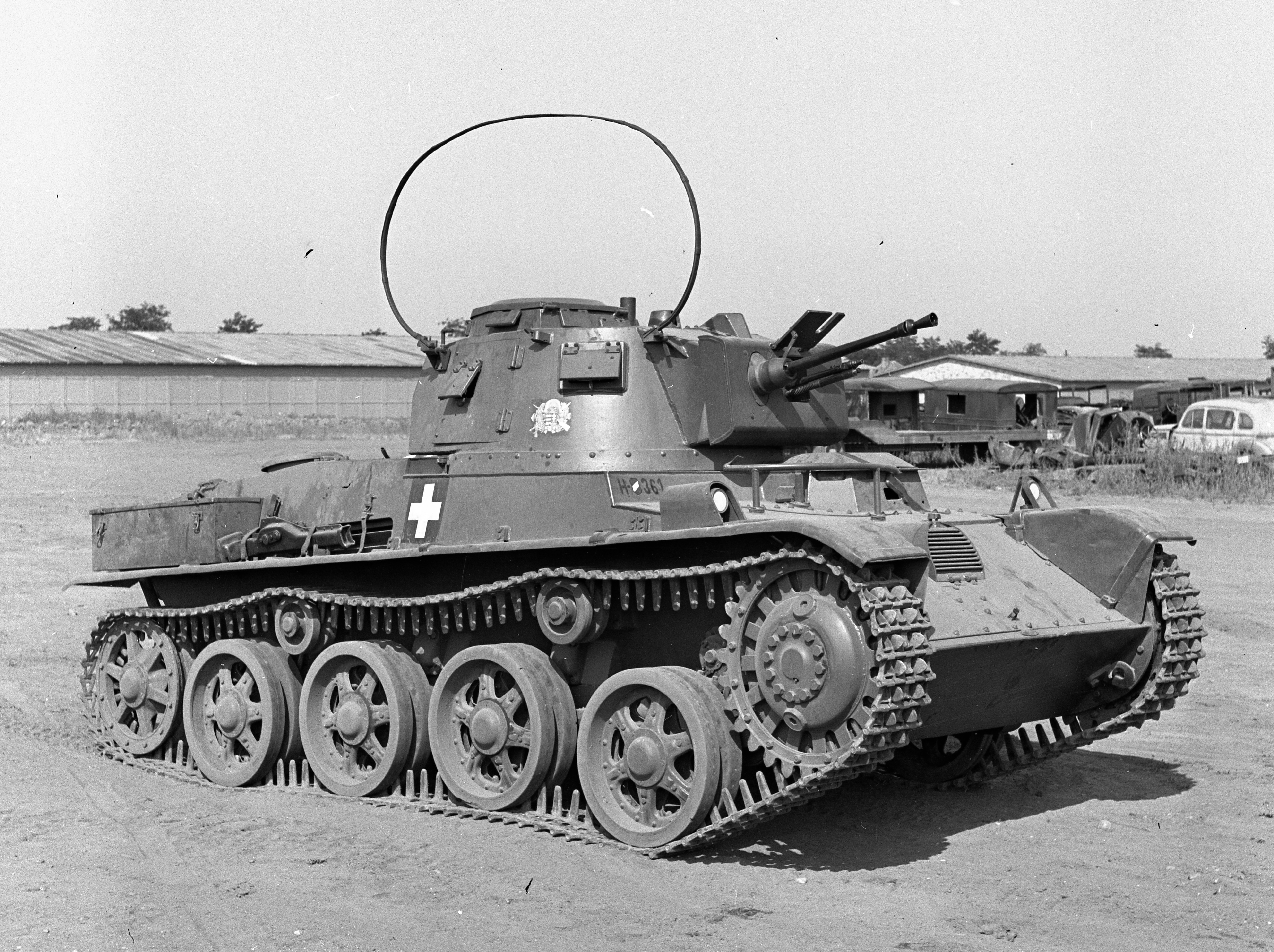
Un 38M Toldi I o II de mando, con antena circular.

El Alto Mando del Real Ejército Húngaro deseaba tener un moderno tanque ligero lo más pronto posible, después que el Straussler V-4 demostró en 1936 ser demasiado costoso y tener un desarrollo más lento del esperado.
Mientras tanto, la empresa sueca AB Landsverk había terminado en octubre su más reciente desarrollo, el Stridsvagn L-60, por lo que buscaba clientes. Después de una serie de pruebas en 1937 junto al Straussler V-4 y el Panzer I, la empresa de maquinaria pesada MÁVAG decidió comprar la licencia del Stridsvagn L-60 y un prototipo para futuros desarrollos.[cita requerida]
Se modificó la torreta del tanque, haciendo espacio para la radio y otros equipos, además de instalarle encima una torreta (ya que el Stridsvagn L-60 no estaba terminado y le faltaban varias características necesaraias).[cita requerida] El armamento principal original, el Madsen 20 mm, fue inicialmente reemplazado por un cañón automático Bofors de 25 mm y finalmente por el fusil antitanque Solothurn S-18/100 de 20 mm que ya estaba en servicio con el Real Ejército Húngaro. La construcción del casco se cambió en el glacis, los lados y la parte posterior a planchas de blindaje remachadas en lugar de soldadas, para facilitar y agilizar su producción. Así mismo, el motor original Scania-Vabis 1664 fue reemplazada por el motor alemán Büssing L8V.
El 38M Toldi fue desarrollado y producido entre 1939 y 1942 bajo licencia comprada en 1938 a la compañía sueca AB Landsverk. Inicialmente se ordenaron 80 tanques a MÁVAG, después se ordenaron 110 tanques adicionales en 1940. En total se produjeron 202 unidades.

## Variantes
- Toldi I (A20) - primera variante armada con un fusil antitanque Solothurn S-18/100 de 20 mm,[4] blindaje de 20 mm; se fabricaron 80 unidades.
- Toldi II (B20) - variante con blindaje frontal más grueso (30 mm), se fabricaron 110.
- Toldi IIa (B40) - modificación realizada en 1942, armado con un cañón de 40 mm. 80 unidades de la variante Toldi II fueron rearmadas de este modo.
- Toldi III (C40) - variante mejorada con mayor blindaje (40 mm en glacis y mantelete), solo se produjeron 12 unidades.
- Toldi IIa PaK40/2 L/48 Páncélvadász - variante cazatanques, se sustituye la torreta por una superestructura abierta (similar a la de los cazatanques alemanes de la serie Marder), armado con un cañón alemán PaK 40/2 L/48 de 75 mm. Construido en 1943 como solución para enfrentar al tanque T-34, solo se produjo 1 prototipo.[5]
- Lehel A/S - variante de transporte blindado de personal, compuesto por un Toldi IIa sin torreta con interior acondicionado para transportar unidades de infantería (similar al tanque canadiense M4 Kangaroo). Solo se produjo 1 prototipo en julio de 1943.

## Historial de combate

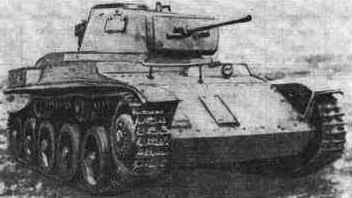
Un 38M Toldi en el Frente del Este.

Los 38M Toldi entraron en servicio en 1940. Vieron acción por primera vez durante la Invasión de Yugoslavia, en la anexión por parte de los húngaros de la región de Bačka en 1941. Fueron utilizados principalmente contra la Unión Soviética entre 1941 y 1944. Por su blindaje ligero y buen equipo de comunicaciones, fueron utilizados principalmente como vehículos de reconocimiento. Su diseño era eficaz contra los tanques ligeros soviéticos ampliamente utilizados en las etapas iniciales de la Operación Barbarroja, tales como los obsoletos T-26 y BT-5. Sin embargo, era totalmente inadecuado contra los tanques medios T-34 empleados en las etapas posteriores de la guerra en el Frente del Este.
A partir de 1942, los 38M Toldi fueron reasignados a reconocimiento, vehículos de mando y ambulancias.
La Unión Soviética capturó varios 38M Toldi a fines de la guerra, dos de estos fueron transportados a Kubinka para su evaluación y están en exhibición ahí.[cita requerida]
El Ejército rumano capturó algunos 38M Toldi después del golpe de Estado de 1944 que derrocó al gobierno pro-Eje. Se desconoce su destino.

## Sobrevivientes

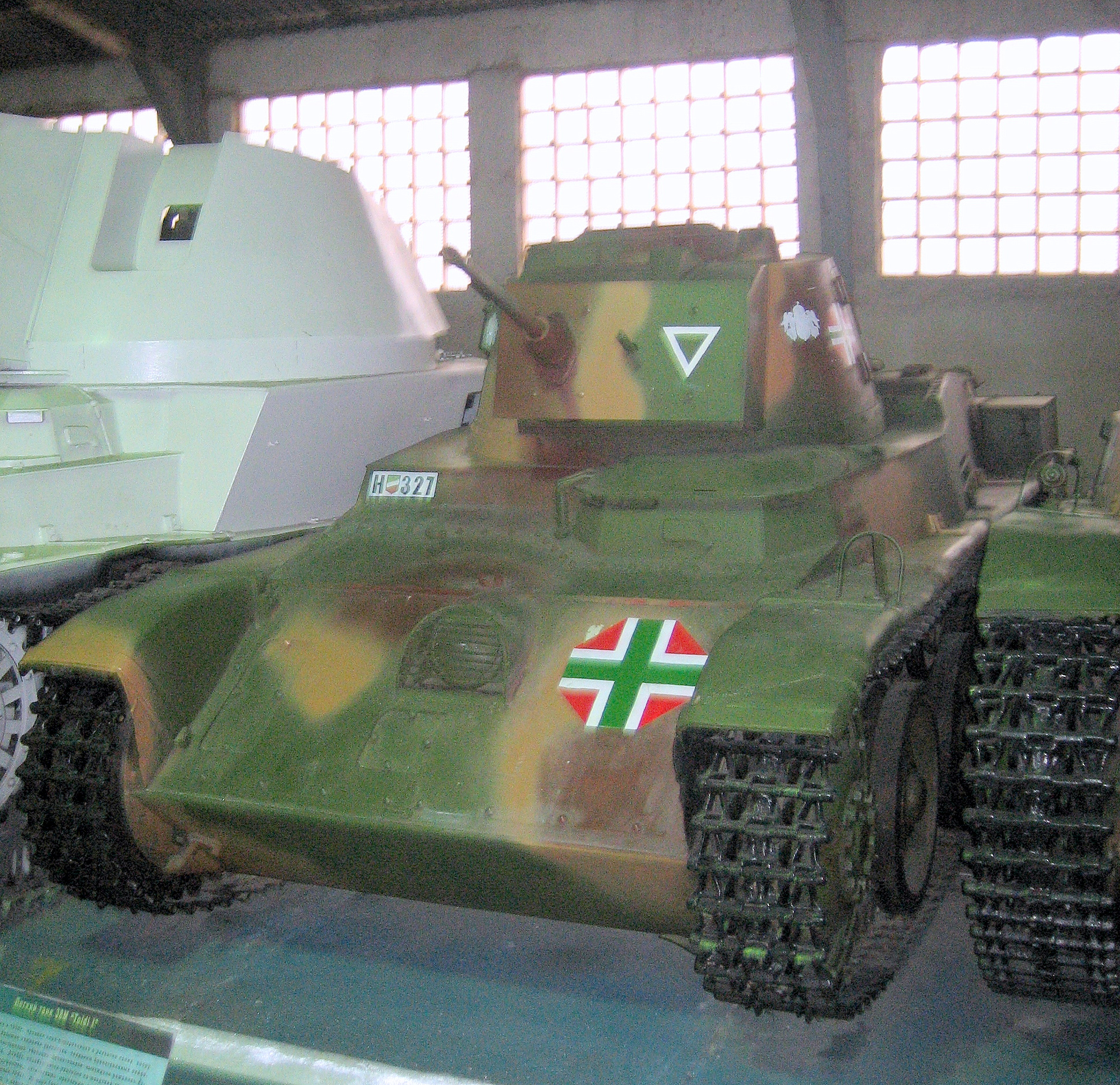
El 38M Toldi I del Museo de tanques de Kubinka.

Las dos únicas unidades que sobreviven del 38M Toldi (un Toldi I y un Toldi IIa) son exhibidas en el Museo de tanques de Kubinka.